# 冰毒 (电影)
《冰毒》是赵德胤编剧并执导的一部台湾剧情片，由王兴洪和吴可熙主演。影片以写实风格揉合爱情元素，探讨面对穷困的乱世男女在缅甸边境卷入毒品贩卖的故事。本片於第64屆柏林影展電影大觀單元首映，並代表台湾角逐第87届奥斯卡最佳外语片。

## 剧情
年轻男主角一直以种地卖菜维生，由于收成和市场不好，他决定改行做其他工作。在其父亲的求助下，其父以家里的一头牛做抵押，男子借用其表叔手里的一辆摩托车，做起了拉人载客的生意。
男子在客运站载客时，认识了一名同是汉人的女子三妹。三妹此前被骗到中国四川，嫁给了一名比她年纪大许多的中国男人并生下一个孩子。这次她回家是为了处理爷爷病逝的事情。她决定要在老家这里赚一些钱，然后再将所生的孩子从中国接回来。她找到了一位男性亲戚，该男子介绍她卖冰毒赚钱，她答应了下来。她还找来了男主角，请他骑车带她到一些地方卖冰毒，承诺分对方40%的利润。尽管两人起初卖冰顺利，可是在一次送货交易时，女子被事先准备好的警察抓获，所幸男子骑车逃离回家。
回到家后，男主角的父亲并不在家。在毒瘾下，男主角又抽起了冰并精神失常。由于男主角家里没有按时赎回那头牛，最后牛被卖掉宰杀。

## 奖项
- 爱丁堡影展最佳影片
- 瑞典影展最佳导演
- 第16届台北电影节最佳导演及媒体推荐奖
- 第51届金马奖最佳导演提名